# Penicillium vulpinum
Penicíllium vulpínum (лат.) (ранее — пеници́лл булавови́дный, лат. Penicíllium clavifórme) — вид несовершенных грибов (телеоморфная стадия неизвестна), относящийся к роду Пеницилл (Penicillium).
Образует в колониях характерные коремии с кремовой или розоватой ножкой.

## Описание
Колонии на агаре Чапека умереннорастущие достигающие диаметра 1—2 см за неделю, с белым или сероватым мицелием, образуют оформленные коремии с кремовой или розоватой ножкой до 3—10 мм высотой, часто расположенные концентрическими кругами, несущие серо-зелёные головчатые сплетения кисточек. Реверс коричневатый. На CYA достигают 1,5—4 см, с зеленовато-серым спороношением, с прозрачными каплыми экссудата, с кремовым до красно-коричневого реверсом.
Конидиеносцы трёхъярусные, плохо оформленные, с многочисленными неправильными ответвлениями на синнемах. Метулы иногда со вздутием на верхушке, 9—12 мкм длиной. Фиалиды цилиндрический, с короткой шейкой, 8—11 × 2,2—3 мкм. Конидии эллипсоидальные, гладкостенные, 4—4,5 × 3—3,5 мкм.

### Отличия от близких видов
Близок Penicillium clavigerum, от которого отличается оформленными розоватыми коремиями с оформленной головчатой спороносной частью (у того вида образуются игловидные коремии без оформленной головки на верхушке).

## Экология и значение
Встречается в почве, на помёте, на отмерших насекомых.
Продуцирует токсины патулин и рокфортин C.

## Таксономия
Вид был описан британскими ботаниками М. Куком и Дж. Масси по образцу в гербарии Гукера на волчьем помёте.
Penicillium vulpinum (Cooke & Massee) Seifert & Samson, Adv. Pen. Asp. Syst. 144 (1985). — Coremium vulpinum Cooke & Massee, Grevillea 16: 81 (1888).

### Синонимы
- Coremium claviforme (Bainier) Peck, 1909
- Coremium silvaticum Wehmer, 1914
- Coremium vulpinum Cooke & Massee, 1888
- Penicillium claviforme Bainier, 1905
- Penicillium silvaticum (Wehmer) Gäum., 1926